# Fokker M.1
Die Fokker M.1 Spinne war ein Tiefdecker des Herstellers „AHG Fokker Aeroplanbau“ in Johannisthal bei Berlin. Etwa 25 Exemplare wurden gebaut, einige davon kamen vor dem Ersten Weltkrieg bei der deutschen Fliegertruppe als Schul- und Aufklärungsflugzeuge zum Einsatz.

## Geschichte
Bereits im Herbst 1910 begann Anton Herman Gerard Fokker mit dem Entwurf und Bau eines Aeroplans nach eigenen Ideen. Er nutzte dazu die Werkstatt der ersten deutschen Automobilfachschule Mainz und schaffte es auch, den flugbegeisterten Mitstudenten Franz von Daum für die Finanzierung eines Motors zu gewinnen. Nach mehreren Versuchen holte Fokker sich die professionelle Hilfe eines Ingenieurs.
Im Frühjahr 1911 bauten die J. Goedecker Flugmaschinenwerke für Fokker ein neues Flugzeug aus Stahlrohr, Eschenholz, Bambus und einer einseitigen Segeltuchbespannung. Mit diesem Flugzeug, dem die niederländische Presse später den Namen „Spinne“ gab, konnte er am 16. Mai 1911 sein Pilotendiplom erwerben. In der Folge lieferte Goedecker die Teile für etwa 25 Flugzeuge dieses Typs, die Fokker ab 1912 in Johannisthal zusammenbaute. Verwendung fanden sie in der Fliegerschule Fokker in Johannisthal und Schwerin, bei Sportfliegern und anderen Flugschulen. Dazu gehörte auch die Aero Flugzeugbau und Fliegerschule auf dem Flugplatz Dresden-Kaditz.

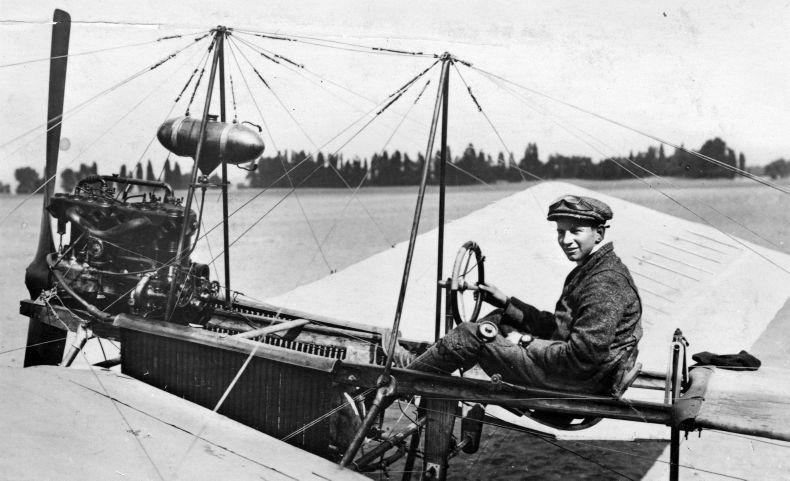
Anthony Fokker in Gonsenheim auf seiner „Spinne“

Im Juni 1912 erhielt Fokker vom preußischen Kriegsministerium den Auftrag für eine Spinne, im Jahr darauf für zwei weitere. Dort bekamen sie die Bezeichnung „M.1“ (Militär). Sie wurden als unbewaffnete Aufklärer eingesetzt, als Schulflugzeuge dienten sie bis Ende 1914.

## Konstruktion
Der Rumpf war in Holzbauweise mit nur zwei Längsträgern ausgeführt, die Sitze und der Motor waren anfangs unverkleidet. Beide Tragflächen bestanden aus zwei Stahlrohrholmen, mit Rippen aus kurzem Stahlrohr und gebogenen Bambusstäben zur Profilgebung. Die schwach gepfeilten Tragflächen waren nur auf der oberen Seite mit Stoff bespannt und wiesen eine starke V-Stellung auf. Die Verspannung erfolgte durch Stahlkabel. Das Leitwerk bestand aus stoffbespanntem Bambusrohr, die Höhensteuerung erfolgte durch Verwindung der Höhensteuerfläche. Zwei dreieckige Seitenruder befanden sich über und unter dem Höhensteuer. Das Fahrwerk hatte zwei Räder mit Ballonbereifung auf einer durchgehenden Achse, an den Holmen war je eine hölzerne Kufe befestigt. In der Mitte der Radachse befand sich ein Schleifsporn mit Gummidämpfung. Während in der Flugschule Fokker eine unverkleidete Version mit Steuerrad verwendet wurde, hatte die vom Militär verwendete M.1 einen Steuerknüppel, Zwillingsräder und eine bootsförmige Karosserie.

## Technische Daten
| Kenngröße             | Fokker M.1 Spinne                                        |
| --------------------- | -------------------------------------------------------- |
| Besatzung             | 2                                                        |
| Länge                 | 8,00 m                                                   |
| Spannweite            | 13,60 m                                                  |
| Höhe                  | 3,00 m                                                   |
| Flügelfläche          | 26,50 m²                                                 |
| Flügelstreckung       | 7,0                                                      |
| Leermasse             | 660 kg                                                   |
| Startmasse            | 995 kg                                                   |
| Antrieb               | ein flüssigkeitsgekühlter Vierzylinder-Reihenmotor Argus |
| Startleistung         | 75 kW (ca. 100 PS)                                       |
| Höchstgeschwindigkeit | 115 km/h                                                 |
| Gipfelhöhe            | 2100 m                                                   |